# Ширков, Семён Ермолаевич
Семён Ермолаевич Ширков (ум. после 1795) — генерал-лейтенант, Правитель Киевского наместничества.
На службе с 1737, участник войны против барских конфедератов (1768-1772), Генерал-майор с 25.09.1771, генерал-поручик с 05.05.1779, губернатор Киева с 1780 г., правитель Киевского наместничества, 1788—1795
В 1776 награждён Орденом Белого орла, в 1772 стал рыцарем Орден Святого Станислава.